# Vallée des Dappes
La vallée des Dappes est une vallée franco-suisse située dans le massif du Jura à 1 200 mètres d'altitude moyenne, d'orientation générale sud-ouest-nord-est et longue de deux kilomètres environ.
Elle est partagée entre la commune française de Prémanon (département du Jura) et les communes suisses de La Rippe et de Gingins (canton de Vaud). 

## Histoire
Possession de l'abbaye de Saint-Oyend de Joux au Moyen Âge, elle passe sous le contrôle du canton de Berne en 1648, puis du canton de Vaud à partir du congrès de Vienne de 1815.
La vallée est ensuite l'objet d'une querelle territoriale entre la France et la Suisse, jusqu'au 8 décembre 1862, date de la conclusion du traité des Dappes. Ce traité rend une partie du territoire à la France en échange d'une bande de terrain située sur les pentes du Noirmont. 
La frontière suit dès lors le fond de la vallée : le versant oriental (La Dôle) est suisse, le versant occidental (Les Tuffes) français.

## Tourisme
La vallée se trouve au point de jonction entre les domaines skiables de la Dôle (Suisse) et des Tuffes (France). 
Il existe quelques établissements hôteliers le long de l'ancienne route nationale 5 (ici devenue RD 1005), entre le hameau français de Tabagnoz et le village franco-suisse de La Cure (communes des Rousses et de Saint-Cergue), essentiellement du côté français.